# Boris Kokorev
Boris Borisovitsj Kokorev (Russisch: Борис Борисович Кокорев) (Tbilisi, 20 april 1959 - Moskou, 22 oktober 2018) was een Russisch olympisch schutter.

## Olympische Spelen
Kokorev nam vijf maal deel aan de Olympische Spelen: op de spelen van 1988 en 1992 kwam hij uit in het onderdeel 10 meter luchtpistool en in 1996, 2000 en 2004 in het onderdeel 50 meter pistool. In 1996 won hij goud.
| Olympische resultaten | Olympische resultaten | Olympische resultaten | Olympische resultaten | Olympische resultaten | Olympische resultaten |
| Evenement             | 1988                  | 1992                  | 1996                  | 2000                  | 2004                  |
| --------------------- | --------------------- | --------------------- | --------------------- | --------------------- | --------------------- |
| 10 meter luchtpistool | 8e 581+96.3           | 22e 575               | —                     | —                     | —                     |
| 50 meter pistool      | —                     | —                     | Goud · 570+96.4       | 12e 559               | 5e 560+94.6           |

1896: Sumner Paine ·
1900: Karl Röderer ·
1908: Paul Van Asbroeck ·
1912: Alfred Lane ·
1920: Karl Frederick ·
1936: Torsten Ullman ·
1948: Edwin Vásquez ·
1952: Huelet Benner ·
1956: Pentti Linnosvuo ·
1960: Aleksej Goesjtsjin ·
1964: Väinö Markkanen ·
1968: Grigori Kosysj ·
1972: Ragnar Skanåker ·
1976: Uwe Potteck ·
1980: Aleksandr Melentjev ·
1984: Xu Haifeng ·
1988: Sorin Babii ·
1992: Kanstantsin Loekasjyk ·
1996: Boris Kokorev ·
2000: Tanjoe Kirjakov ·
2004: Michail Nestroejev ·
2008: Jin Jong-oh ·
2012: Jin Jong-oh ·
2016: Jin Jong-oh